# استان بینگول
استان بینگول ( به کردی زازاکی: Çolig) یکی از استان‌های ترکیه واقع در ناحیه آناتولی شرقی است.
مرکز این استان شهر بینگول است.

## جغرافیا
مساحت این استان ۸۱۲۵ کیلومتر مربع، جمعیت آن ۲۵۵٬۷۴۵ نفر و زبان رایج در آن کردی زازاکی است.

## تاریخچه
این استان کردنشین در سال ۱۹۴۶از بخش‌هایی از استان‌های الازیغ و ارزنجان تشکیل شد.
بینگول تا سال ۱۹۵۰ به نام چاباق‌جور معروف بود.
نام چاباق‌چور از نام ارمنی این شهر یعنی Ճապաղաջուր (جاپاق‌جور) گرفته شده که به معنای «آب خروشان و چابک» است.

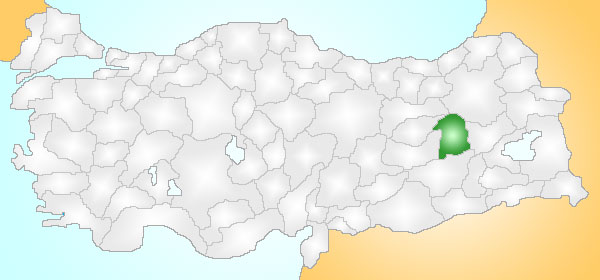
محل استان بینگول

## شهرستان‌ها
این استان هشت شهرستان دارد:
- آداکلی (Adaklı)، به زازاکی: آذرپیرته: Azarpêrte
- بینگول (Bingöl)، به زازاکی: چولگ: Çolig
- گنچ (Genç)، به زازاکی: دره هینی: Dara Hêni
- قارلی‌اوا (Karlıova)، به زازاکی: قارلی‌یوا: Qarliova
- کغی (Kiğı)، به زازاکی: گغیه: Gêğiye
- سلهان (Solhan)، به زازاکی: بنگلان: Bongılan
- یایلادره (Yayladere)ُ به زازاکی: خورخول: Xorxol
- یدیسو (Yedisu)، به زازاکی: چیرمه: Çêrme